# Abstrakcja pomalarska
Abstrakcja pomalarska, ang. Post-painterly Abstraction – trend w amerykańskim malarstwie abstrakcyjnym, który zaistniał jako reakcja na abstrakcyjny ekspresjonizm.
Termin został stworzony jako tytuł wystawy w 1964 przez krytyka Clementa Greenberga. Termin używany jest do zgrupowania w jednym pojęciu artystów kilku węższych tendencji (m.in. hard edge painting, czy Washington Color Painters).
W tekście towarzyszącym wystawie Greenberg powołuje się na podział stworzony przez Heinricha Wölfflina podział na sztukę "malarską" (w odniesieniu do malarstwa baroku), i "linearną" (malarstwo renesansu, czy klasycyzmu). "Malarski" miało oznaczać rozmyte, złamane i tracące wyraźne określenie kolory i kontury, a "linearny" wręcz odwrotnie - jasny, czysty, niezłamany kolor i wyraźny kontur. Greenberg jako malarski określa żywiołowy, pełen emocjonalnego ładunku, i "gęsto" komponowany abstrakcyjny ekspresjonizm, następujące po nim tendencje, zaliczane do abstrakcji pomalarskiej polegają na operowaniu płaskimi, niemodelowanymi plamami koloru, unikaniu grubych warstw farby i śladów indywidualności artysty w dziele, charakteryzuje się dużo spokojniejszymi, bardziej intelektualnymi, niż emocjonalnymi kompozycjami.

## Przedstawiciele
- Ellsworth Kelly
- Larry Poons
- Frank Stella
- Jack Youngerman
- Helen Frankenthaler
- Jules Olitski
- Morris Louis
- Kenneth Noland
- Sam Francis

## Literatura
- Jane Turner (red.), From Expressionism to Post-Modernism, Styles and Movements in 20th-century Western Art, Londyn, 2000, ISBN 0-333-92046-5